# Emilio Viqueira
Pour les articles homonymes, voir Viqueira.
Emilio José Viqueira (né le 20 septembre 1974 à Saint-Jacques-de-Compostelle) est un footballeur professionnel espagnol.